# Cửa khẩu A Pa Chải
Cửa khẩu A Pa Chải là cửa khẩu đường bộ tại vùng đất bản Tá Miếu xã Sín Thầu huyện Mường Nhé tỉnh Điện Biên, Việt Nam .
Cửa khẩu A Pa Chải thông thương với cửa khẩu Long Phú 22°25′51″B 102°10′19″Đ / 22,430955°B 102,172021°Đ ở huyện Giang Thành, Phổ Nhĩ, tỉnh Vân Nam, Trung Quốc .
Cửa khẩu A Pa Chải ở cách ngã ba biên giới Việt - Lào - Trung 22°24′02″B 102°08′39″Đ / 22,400646°B 102,14403°Đ trên đỉnh Khoan La San cỡ 4,5 km theo hướng đông bắc, và cách trung tâm xã Sín Thầu cỡ 10 km theo hướng tây bắc . Đến năm 2019 cửa khẩu là cửa khẩu quốc gia.
Bản Tá Miếu là bản mới, được tách ra từ bản A Pa Chải, và hiện là bản ở cực tây miền bắc Việt Nam .

## Hoạt động
Là vùng chưa phát triển, hoạt động giao thương tại cửa khẩu A Pa Chải chủ yếu là trao đổi hàng hóa theo chợ phiên .